# سلطان السريحي
سلطان عبد الله السريحي، لاعب كرة قدم سعودي، يلعب في نادي الحزم.

## مسيرة اللاعب
لعب في الفئات السنية في النادي الأهلي ولعب بعدها مع نادي الحزم.